# Hallomenus scapularis
Hallomenus scapularis là một loài bọ cánh cứng trong họ Tetratomidae. Loài này được Melsheimer miêu tả khoa học đầu tiên năm 1846.